# Zaburzenia schizotypowe
Zaburzenia schizotypowe (zaburzenia typu schizofrenii, ang. schizotypal disorder) – kategoria diagnostyczna obejmująca zaburzenia cechowane długotrwałym przebiegiem o trudnym do uchwycenia początku (co zbliża je do zaburzeń osobowości) oraz obrazem klinicznym charakteryzującym się uderzającą niezwykłością (np. ekscentrycznością, czasami dziwacznością) przeżyć i zachowań, przypominających typowe objawy schizofrenii. U osób z tym zaburzeniem występuje ograniczona zdolność do zawierania bliskich znajomości i utrzymywania związków z innymi, skłonność do społecznego wycofywania się. Występuje u około 3% populacji. Jako nowa kategoria diagnostyczna została wprowadzona w ICD-10. W klasyfikacji DSM-5 odpowiada im kategoria schizotypowych zaburzeń osobowości (ang. schizotypal personality disorder, STPD).

## Epidemiologia
Badania populacyjne wykazały, że kryteria DSM-IV dla schizotypowego zaburzenia osobowości spełniało 3,9% populacji, znacząco częściej mężczyźni (4,2%) niż kobiety (3,7%), częściej u osób czarnoskórych.

## Etiologia
Zaburzenia schizotypowe zaliczane są do spektrum schizofrenii; osoby te często mają wśród krewnych pierwszego stopnia osoby chore na schizofrenię, co sugeruje udział czynników genetycznych w rozwoju tego zaburzenia. U osób z tym rozpoznaniem częściej występują cechy uważane za endofenotypy schizofrenii: dysfunkcja hamowania przedsygnałowego fali P50 słuchowych potencjałów wywołanych, upośledzenie pamięci wzrokowo-przestrzennej, zaburzenia płynnych ruchów gałek ocznych. W MRI u osób z rozpoznaniem schizotypowych zaburzeń osobowości stwierdzono nieprawidłowości kształtu jądra ogoniastego.

## Objawy i przebieg
Zaburzenie schizotypowe nie ma określonego początku objawów, przebiegiem przypomina zaburzenia osobowości. Osoby z tym rozpoznaniem przejawiają często dziwaczne zachowania lub wygląd, odznaczają się pustym, rozwlekłym lub magicznym myśleniem; miewają dziwaczne doznania percepcyjne (iluzje, depersonalizację, derealizację); częste gubienie wątku i kwieciste wypowiedzi; przy dużej wewnętrznej wrażliwości wyrażanie uczuć jest ograniczone, co powoduje pozorny chłód emocjonalny i dystans uczuciowy. Lęk powoduje wycofanie się z kontaktów społecznych.Zaburzenia te powodują brak zdolności przeżywania pozytywnych emocji, niezdolnością do czerpania satysfakcji z relacji interpersonalnych, brakiem pewności siebie i poczucia bezpieczeństwa, podejrzliwością wobec innych.
Przejściowo mogą występować objawy psychotyczne.
Objawy podobne do pozytywnych (podejrzliwość, nastawienia ksobne, dziwaczne poglądy lub doznania) są u tych osób bardziej stabilne, mają charakter bardziej stały, podczas gdy zaburzenia afektu, niedostosowane zachowania, w większym stopniu poddają się zmianom. Objawy schizotypii pozwalają na wyodrębnienie trzech wymiarów tego zaburzenia: pozytywnego (cechy poznawczo-recepcyjne), negatywnego (deficyty interpersonalne) i dezorganizacji, co upodabnia strukturę schizotypii do struktury schizofrenii.
Zaburzenia funkcji poznawczych w zaburzeniach schizotypowych mają podobny charakter jak w schizofrenii, ale mniejsze nasilenie.
Istnieją analogie między osobowością schizotypową i schizoidalną. Obie charakteryzują się brakiem chęci przebywania z ludźmi, lecz w przypadku osobowości schizoidalnej jest to spowodowane preferencją samotnictwa, natomiast w przypadku osobowości schizotypowej lękiem.
Zaburzenia schizotypowe wiążą się z ryzykiem przejścia w pełnoobjawową psychozę, dlatego zaliczane są do stanów ryzyka rozwoju psychozy. W 15-letnim badaniu dotyczyło to 40% osób z tym rozpoznaniem.
Do oceny klinicznej zaburzeń wykorzystywane są kryteria diagnostyczne, przede wszystkim DSM-5. Opracowano również standaryzowane wywiady i kwestionariusze oceny.

## Rozpoznanie

### Kryteria ICD-10
Aby rozpoznać zaburzenie schizotypowe, co najmniej 3–4 cechy z listy powinny być obecne przez co najmniej dwa lata.
1. niedostosowany i ograniczony afekt
2. dziwne, ekscentryczne lub niezwykłe zachowanie albo wygląd
3. słaby kontakt z innymi, skłonność do społecznego wycofywania
4. dziwne przekonania, myślenie magiczne, wpływające na zachowanie i niespójne z normami kulturowymi
5. podejrzliwość, nastawienia paranoidalne
6. natrętne ruminacje bez wewnętrznego oporu, często o treści dysmorfofobicznej, seksualnej lub agresywnej
7. niezwykłe doświadczenia percepcyjne z włączeniem iluzji somatosensorycznych (cielesnych) lub innych, depersonalizacja i derealizacja
8. puste, rozwlekłe, metaforyczne, nadmiernie wypracowane lub stereotypowe myślenie, przejawiające się dziwacznymi wypowiedziami lub w inny sposób, bez większego rozkojarzenia
9. niekiedy przemijające epizody quasi-psychotyczne z nasilonymi iluzjami, omamami słuchowymi lub innymi oraz myślami podobnymi do urojeń, zwykle występujące bez udziału czynników zewnętrznych.

Przy diagnozowaniu należy zwrócić szczególną uwagę na wykluczenie schizofrenii oraz innych zaburzeń, np. łagodniejszych form całościowych zaburzeń rozwoju. Klasyfikacja podporządkowuje jednak pojęciu zaburzeń schizotypowych historyczne, niezdefiniowane w innych miejscach klasyfikacji pojęcia: „schizofrenię utajoną (schizophrenia latens s. mitis), schizofrenię z pogranicza (ang. borderline), schizofrenię prepsychotyczną, schizofrenię rzekomonerwicową, schizofrenię rzekomopsychopatyczną, schizofrenię zwiastunową (schizophrenia incipiens). Podkreśla się jednak, że w obu ujęciach klasyfikacyjnych (ICD i DSM) schizotypia jest zaburzeniem odrębnym od schizofrenii, nie będąc jej poronną czy prodromalną postacią.

### Kryteria DSM-5
W  klasyfikacji DSM-5 zaburzenie schizotypowe (osobowość schizotypowa) znajduje się w rozdziale Zaburzenia należące do spektrum schizofrenii i inne zaburzenie psychotyczne, a także w rozdziale Zaburzenia osobowości. Aby rozpoznać zaburzenie muszą być spełnione ogólne kryteria zaburzeń osobowości i oba kryteria tego zaburzenia:

A. Wzorzec zachowań charakteryzujący się deficytem umiejętności społecznych i w kontaktach międzyludzkich, zniekształceniami poznawczymi i w zakresie spostrzegania oraz ekscentrycznymi zachowaniami, rozpoczynający się u młodych dorosłych w różnych warunkach. Obecnych jest przynajmniej pięć objawów z listy:
1. nastawienia ksobne, z wyłączeniem urojeń odnoszących
2. dziwne wierzenia lub myślenie magiczne, które wpływają na zachowanie i są niezgodne z normami danej kultury (np. zabobony, wiara w jasnowidztwo, a w wypadku dzieci i nastolatków dziwaczne fantazje i zainteresowania)
3. niezwykłe doświadczenia zmysłowe, z uwzględnieniem złudzeń fizjologicznych
4. dziwne myślenie i mowa (np. niejasne, szczegółowe, metaforyczne, kunsztowne lub stereotypowe)
5. podejrzliwość i nastawienia paranoidalne
6. niedostosowany lub ograniczony afekt
7. zachowanie lub wygląd, które są dziwaczne, ekscentryczne albo osobliwe
8. brak bliskich przyjaciół lub powierników innych niż krewni pierwszego stopnia
9. nadmierny lęk społeczny, który nie znika wraz z zacieśnianiem znajomości i kojarzy się raczej z objawami paranoidalnymi, niż z negatywnymi sądami na swój temat.

B. Objawy nie występują wyłącznie w przebiegu schizofrenii, epizodu zaburzenia afektywnego dwubiegunowego lub epizodu depresyjnego z objawami psychotycznymi lub innego zaburzenia psychotycznego, nie są spowodowane innym stanem ogólnomedycznym.

## Leczenie
Większość osób z zaburzeniami schizotypowymi nie wymaga lub nie odczuwa potrzeby leczenia. W sytuacjach kontaktu tych osób z instytucjami medycznymi zaleca się podejście zindywidualizowane, obejmujące oddziaływania psychoterapeutyczne i ewentualnie farmakologiczne.
Wykazywano skuteczność leków przeciwpsychotycznych (haloperidol, tiotiksen, olanzapina, risperidon, arypiprazol) i przeciwdepresyjnych (amoksapina, fluoksetyna) w leczeniu niektórych objawów zaburzenia. W jednym badaniu wykazano skuteczność pergolidu w leczeniu zaburzeń neuropoznawczych u osób z zaburzeniami schizotypowymi.
W rekomendacjach Światowej federacji Towarzystw Psychiatrii Biologicznej (World Federation of Societies of Biological Psychiatry, WFSBP) stwierdzono, że są dowody na pewne korzyści ze stosowania neuroleptyków atypowych w redukcji objawów tego zaburzenia (stopień C wiarygodności badań), a także neuroleptyków klasycznych w małych dawkach (stopień D), oraz że nie ma wiarygodnych dowodów na skuteczność leków przeciwdepresyjnych.

## Rokowanie
Osoby ze schizotypowym zaburzeniem osobowości często pozostają na bardzo niskim poziomie funkcjonowania, najniższym w porównaniu z osobami z osobowością chwiejną emocjonalnie, unikającą i obsesyjno-kompulsyjną. Często pracują na stanowiskach poniżej ich kwalifikacji.

## Historia pojęcia
Opisy niezwykłych, dziwacznych cech osobowości krewnych osób chorych na schizofrenię przedstawił już Kraepelin w 1896 roku. Cechy te nazywano schizotymią (Kretschmer) lub schizoidią (Bleuler). Pojęciami schizotypu (schizofrenicznego fenotypu) i zaburzeń schizotypowych posłużył się w 1953 roku Sándor Radó w swojej psychodynamicznej klasyfikacji zaburzeń zachowania. Dla Rado schizotyp był „psychodynamiczną ekspresją genotypu schizofrenicznego”. Zbliżoną koncepcją była koncepcja schizotaksji Paula E. Meehla, zakładająca istnienie predyspozycji genetycznej do deficytu integracji neuronalnej (schizotaksji), która skompensowana daje obraz schizotypii, a zdekompensowana prowadzi do psychozy schizofrenicznej. W 1979 kryteria zaburzenia schizotypowego przedstawili Robert Spitzer i wsp. Autorzy ci uporządkowali niejasną pozycję zaburzeń z pogranicza (borderline), wyodrębniając z tej grupy zaburzenie osobowości typu borderline i zaburzenie schizotypowe (odpowiadające wcześniej używanemu pojęciu schizofrenii borderline). Kryteria Spitzera zostały wykorzystane w klasyfikacji DSM-III.